# Nicolae Sulac
Nicolae Sulac (n. 9 septembrie 1936, Sadîc, Județul Cahul, România – d. 8 aprilie 2003, Chișinău, Republica Moldova) a fost un cântăreț de muzică populară din Republica Moldova.
De-a lungul carierei sale interpretul a cântat șlagărele „Ce frumos mai cânta cucul”, „Tinerețe-tinerețe”, „Foaie verde magheran”, „Când tata va veni”, „Floarea lui Sulac”, doinele „Miorița” și „Doina de jale”, „În pădurea de la Prut” și altele.

## Biografie

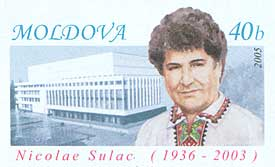
Nicolae Sulac pe un timbru poștal din Republica Moldova

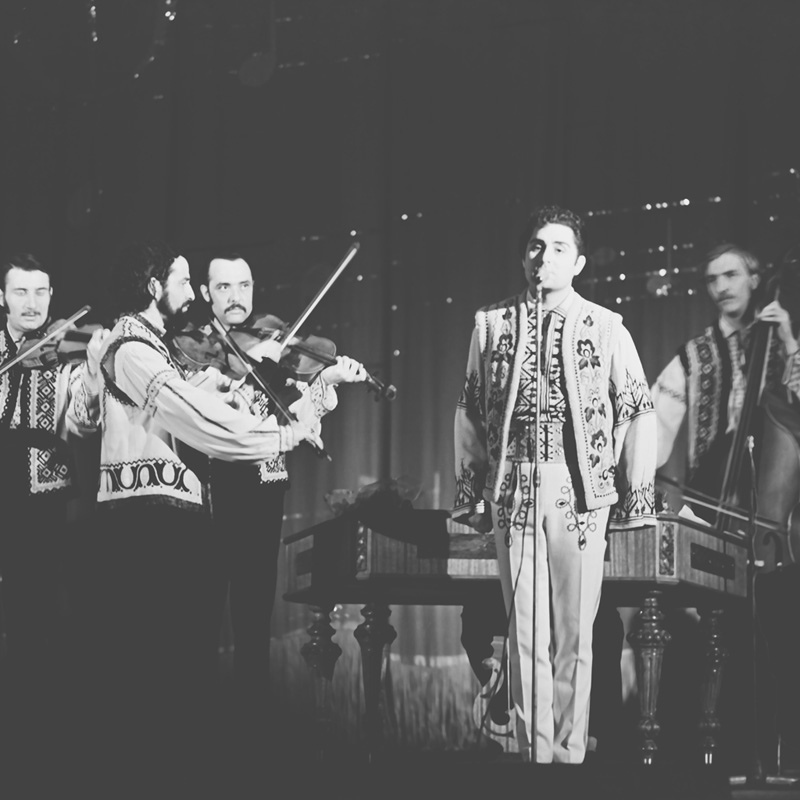
Nicolae Sulac într-un concert din anii '70 la Cernăuți

Nicolae Sulac s-a născut în data de 9 septembrie 1936 în satul Sadîc, Județul Cahul, Regatul României (astăzi Republica Moldova).
Activitatea sa artistică a început-o în cadrul Republicii Sovietice Socialiste Moldovenești, și anume în cadrul capelei corale "Doina" (din 1959), sub bagheta dirijorală a compozitorului Isidor Burdin, cel care l-a descoperit și promovat în domeniul muzicii populare. În anul 1964 a lansat primul buchet de cântece folclorice alături de Orchestra "Teleradio Moldova" condusă de dirijorul Lucian Cocea. Un an mai târziu, în 1965, Nicolae Sulac devine solist al ansamblului "Fluieraș", ansamblu care a lansat mulți interpreți de muzică populară din Moldova, avându-i ca dirijori pe Serghei Lunchevici și Lucian Cocea.
În anii 70 și începutul anilor 80 concertează în calitate de solist al ansamblului "Lăutarii".
Nicolae Sulac este laureat al premiilor Uniunii Republicilor Sovietice Socialiste (URSS), artist al poporului al R.S.S.M. și ulterior al Republicii Moldova, cavaler al Ordinului Republicii (1992).
În anul 2002 a creat un fond de susținere a muzicii populare dar care astăzi, din varii motive, nu mai există. 
Nicolae Sulac a interpretat piese exclusiv în limba română fiind aplaudat de fiecare dată de către toată sala, chiar și de cei ce nu cunoșteau limba română. A concertat în toate statele URSS și în multe alte state peste hotare alături de Serghei Lunchevici, Nicolae Botgros, Vasile Goia, Nicolae Glib, Ion Neniță, Zinaida Julea și alții.
Majoritatea pieselor ce compun repertoriul lui Nicolae Sulac sunt acompaniate de Orchestra "Lăutarii" din Chișinău și dirijorul Nicolae Botgros. Orchestra "Lăutatii" fusese înființată de Nicolae Sulac în anul 1971.
Fondul de Aur al TRM - Moldova a conservat peste 200 de cântece folclorice și populare, culese și/sau compuse de Nicolae Sulac. În amintirea lui, anual sunt organizate festivaluri, concerte, seri de creație, seminarii sau evenimente comemorative la care iau parte cele mai mari nume ale folclorului basarabean și nu numai. 
A avut 3 copii: Alexei, Ioana Sulac (saxofonist) și Doina Sulac (interpret).
A fost căsătorit de 3 ori: cu violonista și profesorul de vioară Ludmila Diacenco-Sulac (mama Ioanei Sulac), Svetlana Ciubotaru (mama Doinei Sulac), iar în ultimii ani din viața a format un cuplu cu Natalia Verban. Soția sa, Ludmila Diacenco a decedat în anul 2022 și este înmormântată în Germania. 
Spre sfârșitul vieții Sulac a dorit să se stabilească la Iași, oraș care îi plăcea mult și unde obișnuia să se întâlnească cu prietenii, lucru care nu s-a realizat.
A decedat la Chișinău, în 2003, în urma unui atac cerebral și a fost înmormântat în Cimitirul Central din Chișinău. La 9 octombrie 2004, în cadrul Cimitirului Central a fost inaugurat un bust al său. Ulterior, Palatul Național din Chișinău a primit numele "Nicolae Sulac". De asemenea, mai multe instituții publice, printre care și de învățat de Stat îi poartă numele.
În 2007, postum, a apărut pe piață albumul "La o margine de drum" a lui Nicolae Sulac.
Mezina lui Nicolae Sulac, Doina Sulac, este tot interpretă de muzică populară.

## Aprecieri critice
„[…] maestrul Nicolae Sulac a rămas o legendă în folclorul moldovenesc, iar balada “Miorița”, cîntată de atîtea ori de el este culmea măiestriei interpretative. Nicolae Sulac ne-a lăsat o moștenire spirituală bogată– a înregistrat sute de piese compuse și intrepretate de el, a evoluat în cadrul sutelor de concerte cucerind spectatorii noștri și cei de peste hotare. Pe firmamentul culturii noastre Nicolae Sulac a strălucit nu numai cu harul său interpretativ, ci și cu umorul său fin și profund filozofic. Istorioarele și bancurile sale circulă și azi în popor.”—Veaceslav Madan, ministrul culturii 
„Nicolae Sulac a fost înzestrat cu har Dumnezeiesc pentru a bucura sufletele noastre.”—Valentin Goga, directorul Palatului Național
„[…] Nicolae Sulac nu știa cine este Nicolae Sulac, el aparținea unui timp,unei epoci, unui popor...”—Emil Loteanu

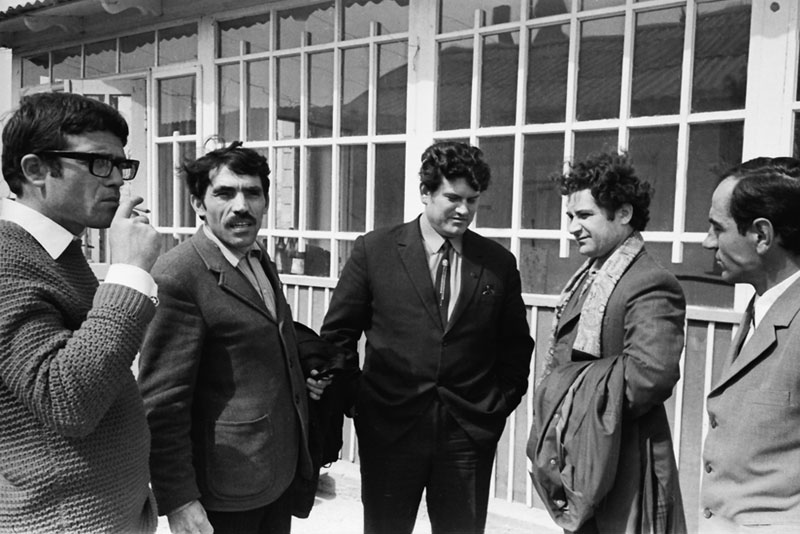
De la stânga la dreapta: Anatol Ciocanu, Boris Marian, Nicolae Sulac (1972)

Nicolae Sulac este singurul artist de muzică populară din Moldova, care a fost înscris în Marea enciclopedie Sovietică.

## Discografie
- Cântec de veselie (1973)
- Nicolae Sulac și Lăutarii (1984)
- Dorul meu e numai dor (1999-2000)
- De ziua lui (2003)
- La o margine de drum (2006)